# Gladiator: Music From the Motion Picture
Gladiator: Music From the Motion Picture ist das Soundtrack-Album von Hans Zimmer und Lisa Gerrard zum gleichnamigen Film Gladiator und wurde am 25. April 2000 unter Decca Records veröffentlicht. Das Album verkaufte sich weltweit mehr als eine Million Mal, wurde mit dem Golden Globe Award für die Beste Filmmusik ausgezeichnet und erhielt außerdem Nominierungen bei der Oscarverleihung 2001 und den British Academy Film Awards.

## Titelliste
1. Progeny
2. The Wheat
3. The Battle
4. Earth
5. Sorrow
6. To Zucchabar
7. Patricide
8. The Emperor Is Dead
9. The Might of Rome
10. Strength and Honor
11. Reunion
12. Slaves to Rome
13. Barbarian Horde
14. Am I Not Merciful?
15. Elysium
16. Honor Him
17. Now We Are Free

## Rezeption
Kritiker Heather Phares der Musik-Website Allmusic zeichnete die Veröffentlichung mit vier und fünf möglichen Sternen aus und notierte, dass die Musik des Duos Hans Zimmer und Lisa Gerrard eine gewisse neue Dramatik mit traditioneller Orchestrierung paart und alte sowie vergessene Instrumente wiederbelebt. Zudem lobt Phares Gerrards Stimme, die zu dem antiken Rom sehr gut passen würde. Victor Carr Jr. von Classics Today erklärt, dass durch den großen Anteil an Perkussion im Soundtrack die Stimmung des Filmes gut wiedergegeben wird und verwies auf Ähnlichkeiten zum Soundtrack Batman des Komponisten Danny Elfman. Obwohl Zimmers Filmmusik zwar den Stil sowie die Stimmung des antiken Rom gut wiedergebe, kritisiert der Journalist, dass zu viele Elemente der Popmusik vom Komponisten eingebaut wurden. Carr Jr. kritisiert die Kommerzialisierung der Musik. Trotzdem brachten Zimmer und Gerrard die ethnische Komponente in der Musik gut wieder. Er vergab sechs von zehn möglichen Punkten für die künstlerische Leistung der Musiker und bewertete das Album mit acht von möglichen zehn Punkten für die Audioqualität der Veröffentlichung. Die Website Film Empfehlung schrieb: „Hans Zimmer ist mit Gladiator wohl sein Meisterstück gelungen. Selbst im Chaos von The Battle hat jeder Ton seinen zugedachten Platz gefunden. Nicht nur die monumentalen Themen von The Battle oder The Might of Rome, sondern genauso die mystischen und optimistischen Klangfolgen von The Wheat und Now We Are Free machen Gladiator […] zu einem absoluten Klassiker.“

## Auszeichnungen für Musikverkäufe
| Land/Region                  | Auszeichnungen für Musikverkäufe (Land/Region, Auszeichnung, Verkäufe) | Verkäufe  |
| ---------------------------- | ---------------------------------------------------------------------- | --------- |
| Dänemark (IFPI)              | Gold                                                                   | 10.000    |
| Italien (FIMI)               | Gold                                                                   | 50.000    |
| Kanada (MC)                  | Gold                                                                   | 50.000    |
| Polen (ZPAV)                 | Platin                                                                 | 100.000   |
| Schweiz (IFPI)               | Gold                                                                   | 25.000    |
| Spanien (Promusicae)         | Platin                                                                 | 100.000   |
| Vereinigte Staaten (RIAA)    | Platin                                                                 | 1.000.000 |
| Vereinigtes Königreich (BPI) | Platin                                                                 | 351.000   |
| Insgesamt                    | 4× Gold · 4× Platin ·                                                  | 1.686.000 |